# Ceratitis millicentae
Ceratitis millicentae
 es una especie de insecto del género Ceratitis de la familia Tephritidae del orden Diptera. 
Meyer y Copeland la describieron científicamente por primera vez en el año 2005.